# Tomás Martín Gil
Tomás Martín Gil (Cória, Cáceres, 29 de dezembro de 1891-  Cáceres, 2 de setembro de 1947) foi um investigador, historiador e humanista espanhol.

## Biografia
Filho de Silvestre Martín Moreno e Justa Gil López, foi o mais velho de quatro irmãos: Tomás, Manuel, Máximo e José. Aos quatro anos foi levado ao Casar de Cáceres, onde é educado com seu tio Saturnino Martín Moreno, irmão do Pai, cura Pároco. Estudou no Liceu de Cáceres. Em Outubro de 1912 começa a estudar o curso de Ciências Exactas na Universidade Central. No primeiro ano partilha os estudos oficiais com Belas Artes na Escola de Artes e Ofícios. Ao mesmo tempo trabalha como ajudante de Farmácia. Começa o serviço militar em Março de 1913 na Brigada de Saúde Militar, 1ª Companhia, em Madrid. É colocado no Negociado de estatística.
Termina os seus estudos universitários em Junho de 1917. Regressa nesse mesmo ano ao Casar de Cáceres e é colocado em Almendralejo (Badajoz) como professor. Em 1918 é colocado como professor no Colégio Santa María em Trujillo. Casa-se no 14 de Dezembro de 1918 com Teresa Jiménez Calado, em Cáceres. Em Trujillo nasce sua primeira filha, Justa que faleceu com apenas 8 meses de idade. Obtém a primeiro lugar no concurso ao Instituto Geográfico e Estatístico em Janeiro de 1920, escolhendo ficar em Cáceres.
Por 1945 foi nomeado Académico Correspondente em Cáceres pela Real Academia de História.